# Pycnopogon
Pycnopogon is een vliegengeslacht uit de familie van de roofvliegen (Asilidae).

## Soorten
- P. apicalis Matsumura, 1916
- P. apiformis (Macquart in Lucas, 1849)
- P. denudatus Séguy, 1949
- P. fasciculatus (Loew, 1847)
- P. hirsutus Becker in Becker & Stein, 1913
- P. laniger (Dufour, 1833)
- P. leucostomus Engel, 1930
- P. melanostomus Loew, 1874
- P. mixtus (Loew, 1847)
- P. nikkoensis Matsumura, 1916
- P. pallidipennis (Brullé, 1836)